# Dezna (gmina)
Dezna – gmina w Rumunii, w okręgu Arad. Obejmuje miejscowości Buhani, Dezna, Laz, Neagra i  Slatina de Criș. W 2011 roku liczyła 1198 mieszkańców.